# Copestylum boqueronense
Copestylum boqueronense är en tvåvingeart som beskrevs av Rotheray och Marcos-garcia 2007. Copestylum boqueronense ingår i släktet Copestylum och familjen blomflugor. Inga underarter finns listade i Catalogue of Life.